# Limonov (roman)
Pour les articles homonymes, voir Limonov.
Limonov est un livre d'Emmanuel Carrère publié le 1er septembre 2011 aux éditions P.O.L et ayant reçu le prix Renaudot la même année. Sous la forme d'un récit, s'apparentant à une enquête journalistique approfondie, l'ouvrage est une biographie de l'écrivain et homme politique russe Édouard Limonov. Une adaptation du roman a été faite au cinéma en 2023 par Kirill Serebrennikov sous le titre Limonov, la ballade.

## Écriture du roman

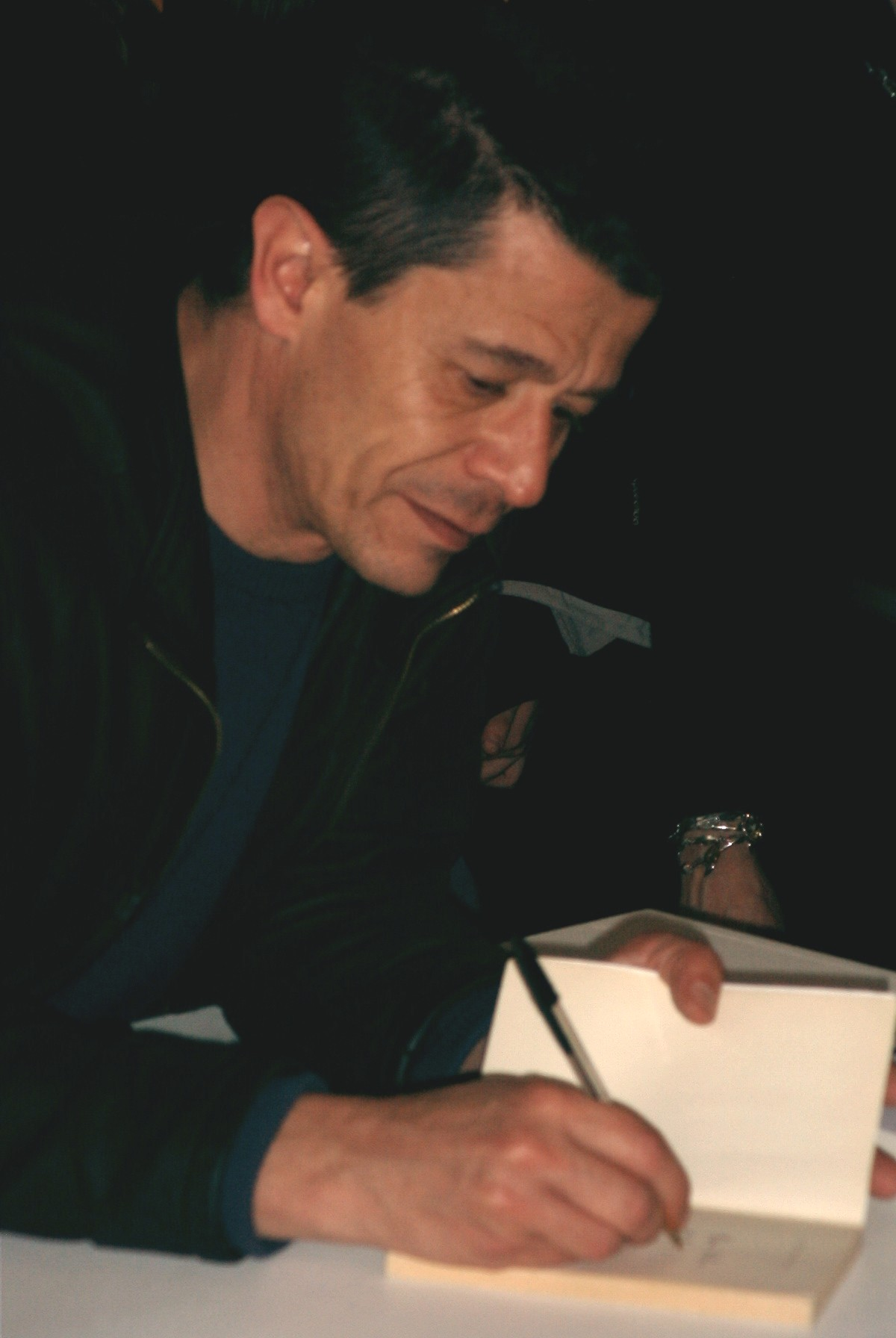
Emmanuel Carrère en 2007

Emmanuel Carrère a fait la connaissance d'Édouard Limonov quand celui-ci vivait à Paris, où il faisait partie des écrivains à la mode à la fin des années 1980. S'il apprécie les récits autobiographiques de Limonov, Carrère prend ses distances au cours des années 1990, alors que l'écrivain russe défraye la chronique à l'occasion de son engagement pro-serbe dans les guerres de Yougoslavie. En octobre 2006, Emmanuel Carrère est surpris de l'apercevoir aux obsèques d'Anna Politkovskaïa, dont les prises de positions politiques semblent très éloignées de celles du fondateur du Parti national-bolchévique. Intrigué, il reprend contact avec lui en 2007, et passe deux semaines à ses côtés en Russie. Il relate cette rencontre dans un reportage publié par la revue XXI sous le titre « Le dernier des possédés ». C'est à ce moment qu'il décide d'écrire un livre consacré à cet écrivain et désormais homme politique russe, qui « a été voyou à Kharkiv, poète underground à Moscou, loser magnifique à New York, écrivain branché à Paris, soldat de fortune dans les Balkans et, à Moscou de nouveau, vieux chef d'un parti de jeunes révolutionnaires ». Il reprend l'essentiel du reportage dans le prologue et l'épilogue de cette biographie où il introduit en parallèle des éléments autobiographiques pour opposer au « destin de tête brûlée du baroudeur russe » son propre itinéraire « d'intellectuel introverti, prudent, désengagé, plutôt maladroit avec la vie concrète, la trivialité des choses »,. Bien que relatant des faits réels, il a rédigé son livre de façon qu'il soit lu comme un roman.
Ce livre remporte le prix Renaudot le 2 novembre 2011 au deuxième tour de scrutin contre Dans les forêts de Sibérie de Sylvain Tesson. En plus du prix Renaudot, il reçoit le prix de la langue française et le prix des prix littéraires, en décembre 2011 ainsi que, en août 2013, le prix de littérature européenne (Europese Literatuurprijs) décerné par la Fondation néerlandaise pour la littérature (Nederlands Letterenfonds), à l'occasion de la traduction en néerlandais.

## Résumé
Ce livre raconte la vie d'Édouard Limonov, pour le moins surprenante : né en février 1943, fils d'un sous-officier du NKVD, après une enfance à Kharkiv sous le régime communiste, il devient poète à Moscou, où il se fait rapidement connaître dans un cercle de dissidents au régime. Aspirant à un succès international, il regarde vers les États-Unis d’Amérique et décide de quitter l'URSS avec sa femme qui veut devenir mannequin. Ils partent alors pour New York où il se retrouve clochard, touche le fond, survit avec difficulté, devient une forme de punk provocateur, puis saisit l'occasion de travailler comme majordome d'un milliardaire, tout en écrivant des récits autobiographiques. Il part ensuite pour Paris où ses premiers livres ont été publiés, il devient un écrivain prisé, sans avoir non plus un immense succès. Après la chute du pouvoir communiste, il retourne voir ses parents et d'anciens amis à Kharkiv, puis se retrouve soldat dans les Balkans aux côtés des forces serbes. À la fin du conflit, il décide de rentrer en Russie, où il a la surprise de connaître un certain succès littéraire, et où il crée avec Alexandre Douguine le Parti national-bolchevique. Son parti est interdit et Limonov est emprisonné durant quatre ans pour tentative de coup d'État. En prison, il passe de longs moments à méditer, écrit trois livres, et a une expérience mystique (« atteint le nirvāna »). Libéré, il se rapproche des libéraux et devient un leader de l'opposition à Vladimir Poutine.
Chacune des étapes de sa vie est rythmée par la présence d'une, ou de plusieurs femmes.

## Thèmes

### Littérature russe
Si Limonov est bel et bien le héros du roman, la description et l'analyse des grands auteurs de la littérature russe y prend une large part. Les principaux auteurs présentés sont ceux avec qui Limonov avait une animosité, bien qu'ils soient comme lui dissidents, à savoir Alexandre Soljenitsyne et Joseph Brodsky, qui recevront tous les deux un Prix Nobel. Mais on retrouve également de nombreux auteurs dissidents moins connus, comme le poète Arseni Tarkovski (père du cinéaste Andreï Tarkovski) ou encore Venedikt Erofeïev et Boris Pasternak.

### URSS et Russie post-URSS, un peu d'histoire
Dissident sous Brejnev puis opposant politique après l'URSS, Limonov traverse toutes ces époques dont Emmanuel Carrère explique en longueur l'histoire, et même celle de la Russie au XXe siècle. Commençant avec l'URSS sous Staline, à la naissance de Limonov, Emmanuel Carrère  poursuit avec, du point de vue soviétique, la Seconde Guerre mondiale, ou Grande Guerre patriotique, sans s'étendre ensuite sur le règne de Khrouchtchev, époque où Limonov, adolescent, ne s'intéresse que peu à la politique. Carrère aborde ensuite le règne de Brejnev, ou « stalinisme mou », sous lequel Limonov devient dissident. Sont notamment décrites les discussions précédant l'expulsion de Soljenitsyne, et les dissensions au sein du Politburo, entre conservateurs et progressistes.  Gorbatchev, pour poursuivre, selon Carrère, est un homme politique médiocre, mais plein de bonnes intentions, et ses erreurs sont la cause de la chute de l'URSS. Il ne s'explique pas qu'il bénéficie d'une telle aura auprès des occidentaux, en ayant eu aussi peu de sens politique durant cette période troublée. Il est aussi assez critique encore à l'égard de Boris Eltsine, à qui il concède initialement plus de jugement et d'opportunisme. Carrère décrit la Russie post-URSS tombant sous la coupe d'oligarques mafieux. Enfin, concernant Vladimir Poutine, Carrère ne peut cacher une assez inhabituelle estime, opinion personnelle longuement étayée, certes, mais que Limonov lui-même critique à la sortie du livre. Carrère décrit Poutine comme un provincial, fils de fonctionnaire de police ou militaire de second rang, tout comme Limonov au début, mais qui a mieux su tirer les marrons du feu.

## Réaction de Limonov au livre
Après la publication de ce livre, et son succès grandissant, Limonov redevient un auteur « respectable ». Alors qu'il n'était plus publié en France (les images de Limonov discutant avec Karadžić au-dessus de Sarajevo pendant les bombardements ont beaucoup choqué l'opinion française), certaines de ses œuvres sont rééditées chez Albin Michel.
Limonov se dit content de ce succès, et du fait d'être à nouveau reconnu en France ; jusque-là, il « avait l'impression d'être un écrivain du passé » et vit cela comme « une revanche  » et il « éprouve un plaisir malin à revenir chez les Français comme un héros de mythe ». Il refuse de donner son avis sur le livre ou de dire s'il y a des passages non-conformes à la réalité. En revanche, il a été surpris du parallèle que Carrère fait entre Vladimir Poutine et lui, et lui trouve trop de sympathie pour le président russe. « C'est parce qu'il a un point de vue français, et qu'il ne voit pas les choses comme nous, Russes, les vivons ».
Dans son roman autobiographique Le Vieux (expression utilisée pour parler de lui), chronique des années 2011-2013, Limonov évoque sans le nommer le livre d’Emmanuel Carrère dans un chapitre intitulé « Une gloire mondiale ». Sans faire de commentaires sur le contenu, il cite l’intégralité de la quatrième de couverture et évoque avec un léger sarcasme le succès du livre et le plaisir narcissique qu’il en tire.

## Éditions
Éditions imprimées
- Emmanuel Carrère, Limonov, Paris, éd. P.O.L, 1er septembre 2011, 488 p., 21 cm (ISBN 978-2-8180-1405-9, BNF 42512915)Édition originale.
- Emmanuel Carrère, Limonov, Paris, éd. À vue d'œil, 15 février 2012, 521 p., 21 cm (ISBN 978-2-84666-694-7, BNF 42611558)Édition en gros caractères.
- Emmanuel Carrère, Limonov, Paris, éd. Gallimard, coll. « Folio » (no 5560), 5 avril 2013, 489 p., 18 cm (ISBN 978-2-07-045089-3, BNF 43603715)Édition au format de poche.

Livre audio
- Emmanuel Carrère, Limonov, Paris, éd. Gallimard, coll. « Écoutez lire », 9 février 2012 (ISBN 978-2-07-013687-2, BNF 42717225)Narrateur : Jacques Frantz ; support : 2 disques compacts audio MP3 ; durée : 12 h 55 min environ ; référence éditeur : Gallimard A 13687.